# Kasteel van Falaise
Het Kasteel van Falaise (Frans: Château de Falaise) is een kasteel in de Franse gemeente Falaise. Het kasteel is een beschermd historisch monument sinds 1840.
De huidige hoogteburcht is het resultaat van drie bouwperioden waarbij de drie aanwezige woontorens (donjons) zijn ontstaan.
De eerste toren (Grand Donjon) werd gebouwd als verdedigingswerk en residentie voor de hertogen van Normandië. Het rechthoekige grondplan is een typisch voorbeeld van de Anglo-Normandische bouwstijl (zoals ook de White Tower in Londen). Het werd gebouwd rond 1120 in opdracht van koning-hertog Hendrik I Beauclerc, jongste zoon van Willem de Veroveraar en Mathilde van Vlaanderen. Op de eerste verdieping waren de grote zaal (aula), een privévertrek (camera) en een kapel (capella). Deze waren om strategische redenen niet op de begane grond. De begane grond bestond uit een keuken, voorraadkamers en een wapenkamer.
Om het woonoppervlak te vergroten werd door Hendrik II Plantagenet een tweede toren toegevoegd die eveneens rechthoekig van vorm was. Omdat het een slag kleiner is dan het eerste gebouw wordt het Petit Donjon genoemd.
De derde toren werd aan het begin van de 13e eeuw gebouwd in opdracht van de Franse koning Filips II Augustus na zijn veroveringen in Normandië. Deze ronde toren werd later Tour Talbot genoemd, naar de Engelse commandant die de toren liet herstellen tijdens de Honderdjarige Oorlog.
In de 17e eeuw verloor het kasteel zijn militaire betekenis. In 1840 werd het een monument historique. Het werd gerestaureerd door architect Ruprich Robert, een leerling van Eugène Viollet-le-Duc. In de Tweede Wereldoorlog tijdens de Zak van Falaise raakte het kasteel slechts licht beschadigd. Tussen 1987 en 1997 was er een grootscheepse niet onomstreden restauratie door architect Bruno Decaris. Met name de reconstructie van de entree waarbij staal en beton werden toegepast stuitten op weerstand. Het gebruik van deze materialen laat echter wel duidelijk zien dat het om een hedendaagse reconstructie gaat.

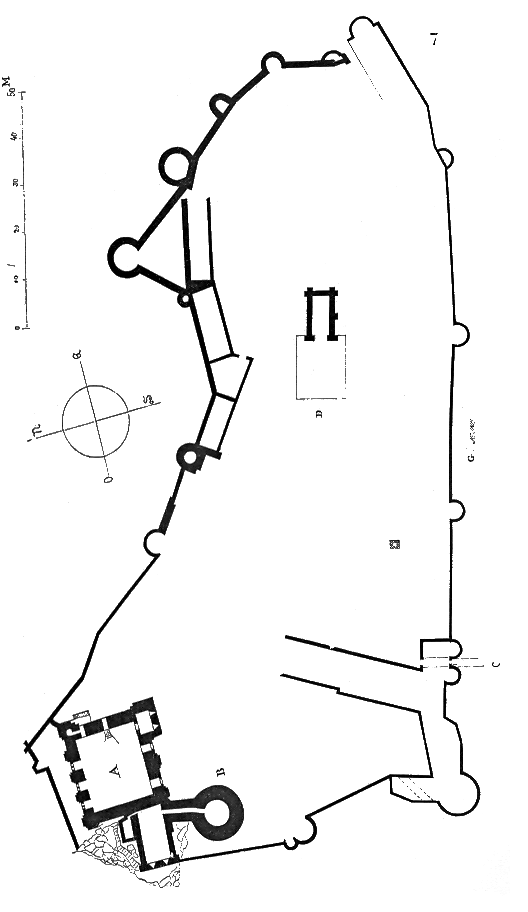
Grondplan van het kasteel en het ommuurde terrein
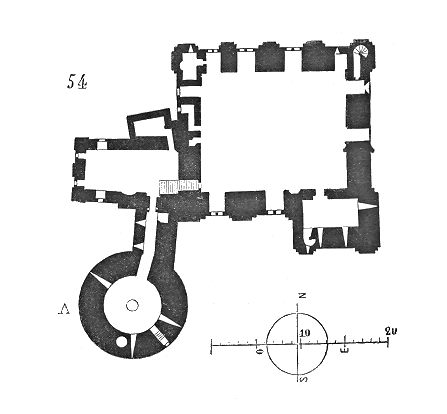
Grondplan van het kasteel
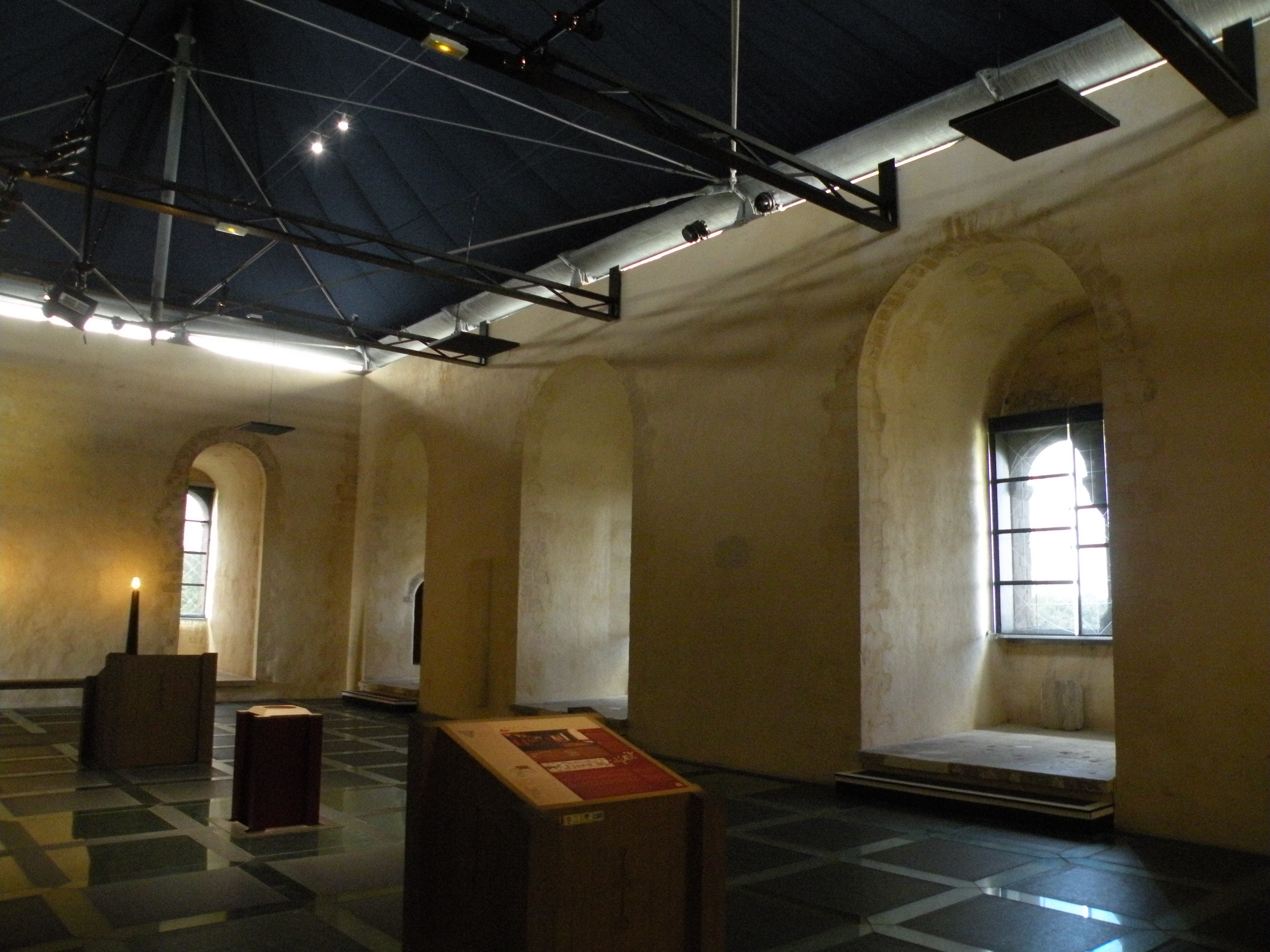
Aula
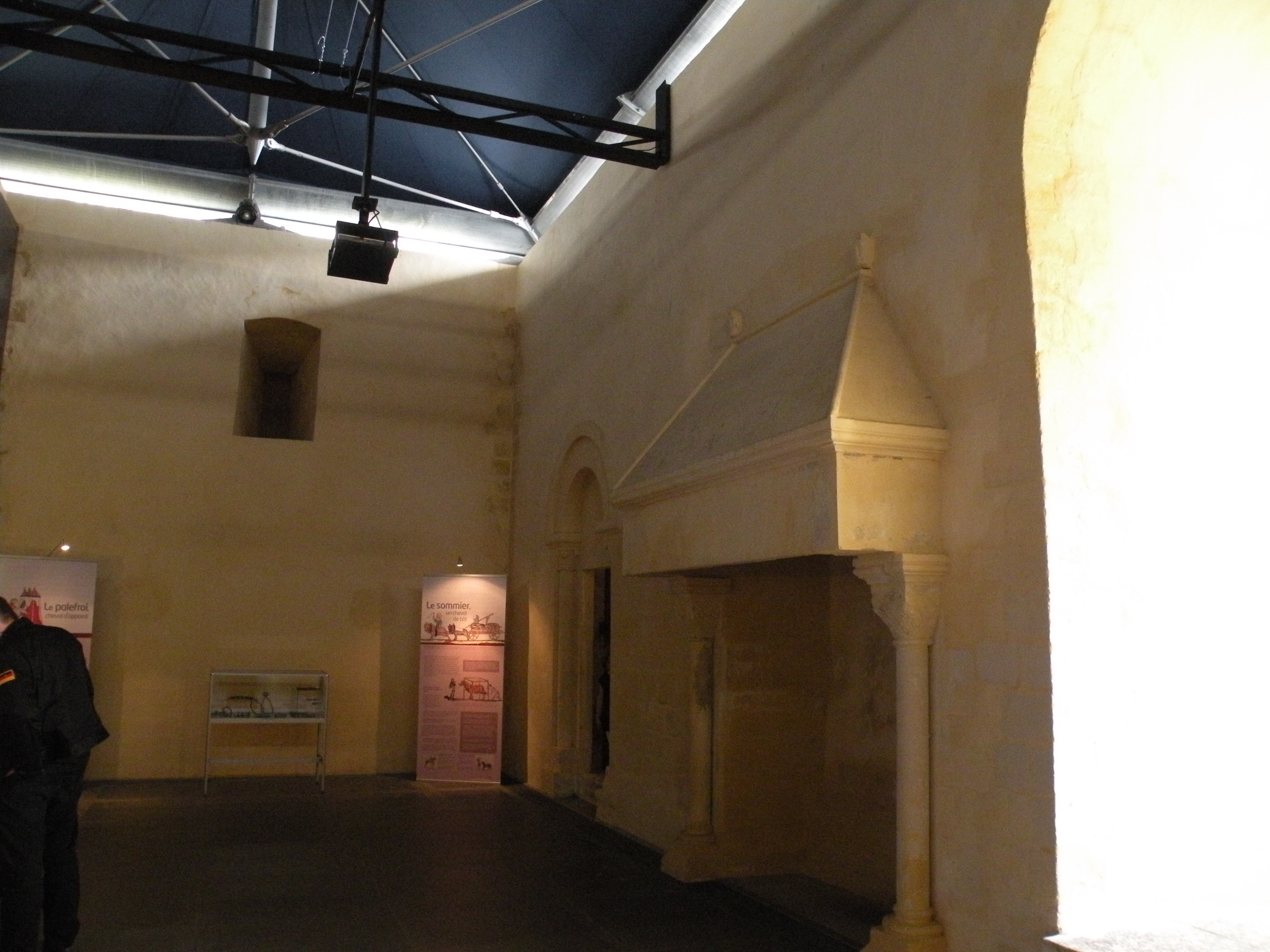
Camera
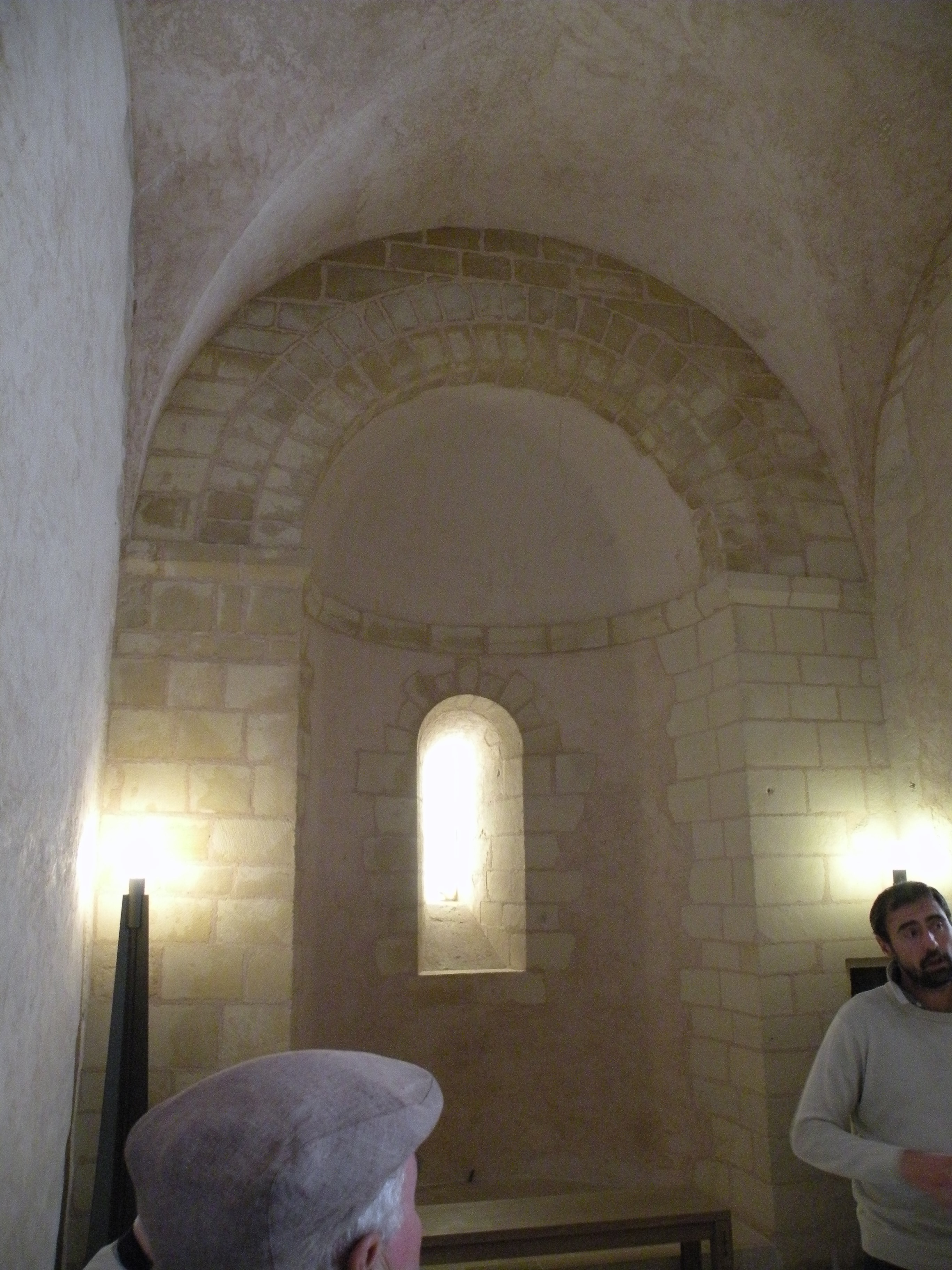
Capella
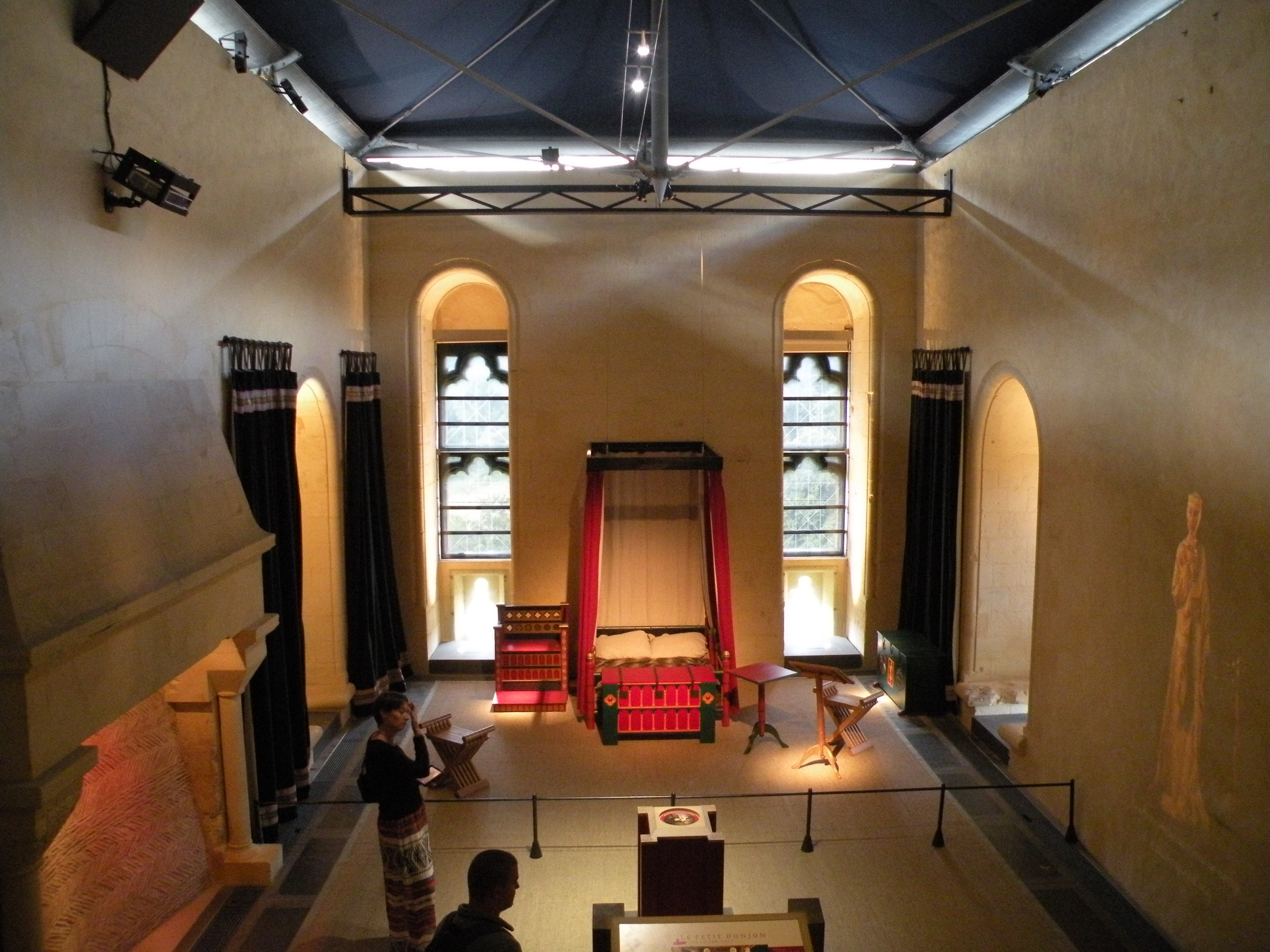
Petit Donjon
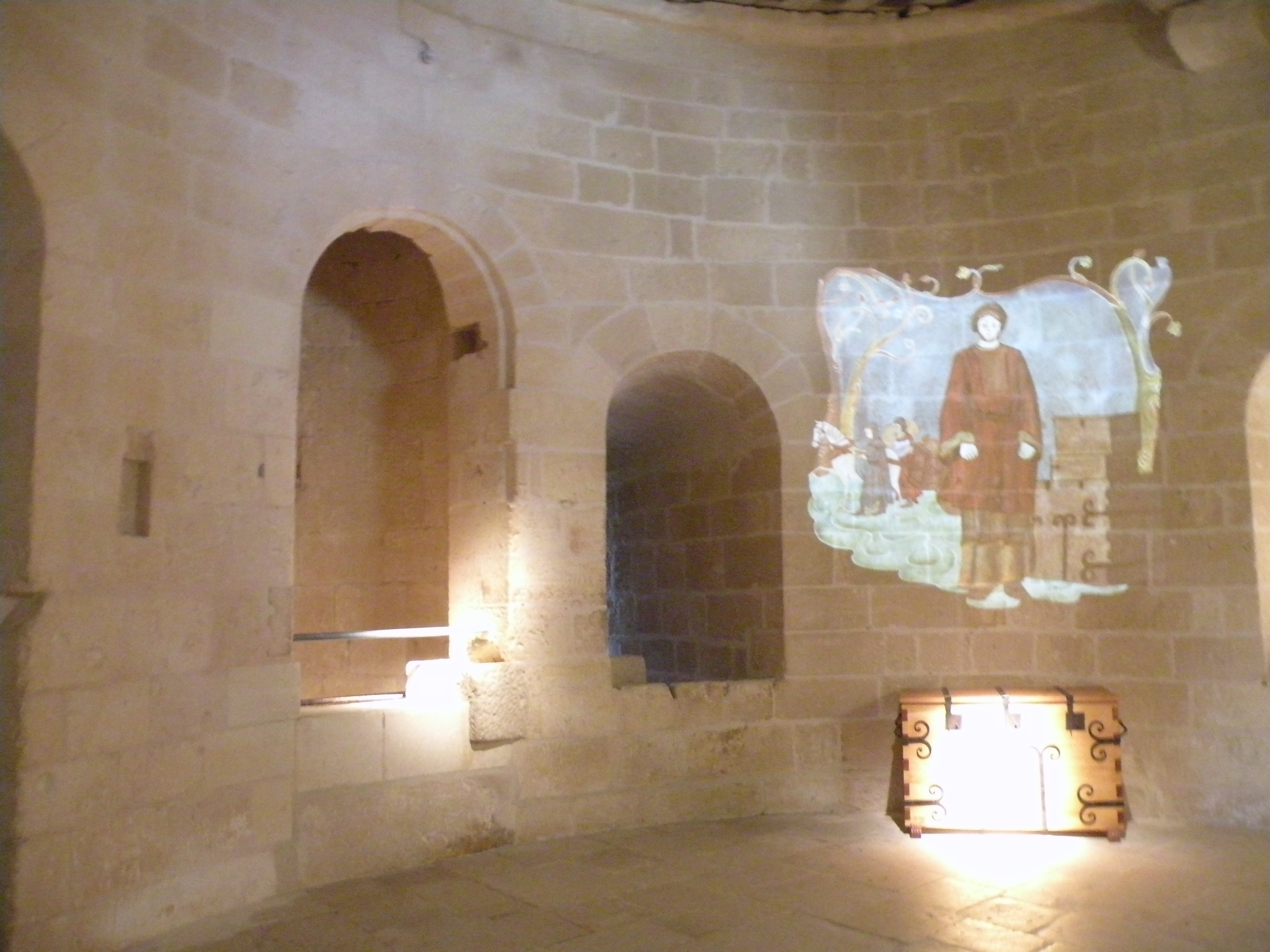
Tour Talbot